# Dayandang (köpinghuvudort i Kina, Hunan Sheng, lat 29,75, long 111,63)
Dayandang är en köpinghuvudort i Kina. Den ligger i provinsen Hunan, i den södra delen av landet, omkring 220 kilometer nordväst om provinshuvudstaden Changsha. Antalet invånare är 33 632. Befolkningen består av 16 765 kvinnor och 16 867 män. Barn under 15 år utgör 15,0 %, vuxna 15-64 år 72 %, och äldre över 65 år 12,0 %.
Runt Dayandang är det tätbefolkat, med 343 invånare per kvadratkilometer. Närmaste större samhälle är Xin'an, 17,0 km sydväst om Dayandang. Trakten runt Dayandang består till största delen av jordbruksmark.
Genomsnittlig årsnederbörd är 1 565 millimeter. Den regnigaste månaden är maj, med i genomsnitt 222 mm nederbörd, och den torraste är december, med 22 mm nederbörd.